# Nicolas Berjoan
Nicolas Berjoan (Perpinyà, 1978) és un professor universitari nord-català i autor de diversos llibres i articles sobre la Catalunya del Nord i Occitània. Actualment és professor a la Universitat de Perpinyà Via Domícia després d'uns anys a la Université d'Aix-Marseille.
Membre de la plataforma Nous Perpignan, a les eleccions regionals franceses del juny de 2021 va ser escollit candidat a liderar la llista d'Europa Ecologia-Els Verds a Catalunya del Nord, partit del qual n'era el secretari departamental. Berjoan ja havia sigut candidat a les eleccions municipals de Prada el 2020, en contra del futur primer ministre francès Jean Castex. El 2021 va defensar l'eslògan L'Occitanie et le Pays Catalan naturellement.

## Trajectòria
L'any 1999 es va diplomar en Ciències Polítiques a l'Institut d'Estudis Polítics d'Ais de Provença, tot cursant Historia i Filosofia a la Universitat d'Ais-Marsella. L'any 2000 es va obtenir un Diploma d'Estudis Avançats d'Història a l'Escola dels Annales, i l'any 2002-2005 va ser nomenat professor agregat a l'Acadèmia de Lió, Amiens i Aix-Marseille.
L'any 2007 es va doctorar en Història amb la tesi «Sem i Serem [Nous sommes et nous serons]? Régionalisme et identités dans le Roussillon contemporain 1780-2000». El 2011 es va titular en el Master 2 de Filosofia amb el treball «Apologie de l'homme dédoublé. La philosophie antique dans l’œuvre politique de Benjamin Constant». El seu projecte postdoctoral es titula «Administrer une culture minoritaire. Ventura Gassol et la Conselleria de Cultura de la Generalitat de Catalunya (1931-1934)», el qual versa sobre com entendre el personatge de Bonaventura Gassol, l'assessor cultural de la Generalitat de Catalunya, restaurat l'abril de 1931, i com es construeix una administració en un context d'escassetat pressupostària i urgència política. També sobre les xarxes i recursos que va mobilitzar el poeta convertit en ministre, i també sobre el contingut de les accions dutes a terme per la conselleria quant a l'esforç per definir i difondre una cultura nacional catalana, i com es va fer sortir el català de la seva condició de llengua minoritzada entre finals del segle xix i la Guerra Civil.
La perspectiva de treball de Berjoan és la història comparada i història creuada, amb les quals intenta internacionalitzar la història del nacionalisme català. També ha estudiat amb especial atenció l'articulació o l'oposició a la política cultural impulsada per la conselleria amb la decidida pel govern republicà de Madrid. Igual que els esforços de la conselleria per fer visible la cultura catalana a l'estranger, en particular a través de les amistats occitanes del seguici de Ventura Gassol.
És autor del llibre El republicanismo en el espacio ibérico contemporáneo. Recorridos y perspectivas, 2021. ISBN 978-84-9096-331-9.